# Dendrocygna arcuata
Dendrocygna arcuata е вид птица от семейство Патицови (Anatidae).

## Разпространение
Видът е разпространен в Австралия, Индонезия, Източен Тимор, Папуа Нова Гвинея и Филипините.